# Nitroguanidina
La nitroguanidina è il nitroderivato della guanidina a cui è stato aggiunto un nitrogruppo -NO2 su di un atomo di azoto. Appare come un solido che va dal bianco al giallo a seconda del grado crescente di umidità. Viene principalmente utilizzato come propellente per airbag. La polvere anidra è esplosiva

## Sintesi
La nitroguanidina può essere preparata per deidratazione del nitrato di guanidina ad opera dell'acido solforico concentrato.
H2N-C(=NH)-H2N·HNO3 → H2N-C(-NH2)=N-NO2 + H2O

## Reattività
La nitroguanidina esiste in ambiente acquoso in due forme in equilibrio tautomerico tra di loro, ovvero la forma nitroimminica (1-nitroguanidina) e la forma nitroamminica (2-nitroguanidina). Sia in fase solida che in soluzione prevale la forma imminica.
H2N-C(-NH2)=N-NO2 ⇄ HN=C(-NH2)-NH-NO2